# Харт Бјут (Монтана)
Харт Бјут (енгл. Heart Butte) насељено је место без административног статуса у америчкој савезној држави Монтана.

## Демографија
По попису из 2010. године број становника је 582, што је 116 (-16,6%) становника мање него 2000. године.
| Група             | 2000.     | 2010.     |
| Белци             | 31 (4,4%) | 9 (1,5%)  |
| Афроамериканци    | 1 (0,1%)  | 0 (0,0%)  |
| Азијати           | 2 (0,3%)  | 0 (0,0%)  |
| Хиспаноамериканци | 8 (1,1%)  | 14 (2,4%) |
| Укупно            | 698       | 582       |